# Kurt Laue
Kurt Laue (* 22. August 1922) ist ein ehemaliger deutscher Fußballtorhüter.

## Karriere
Kurt Laue war ein Spieler von Hildesheim 07 und kam als Kriegsgastspieler in den Jahren 1942 und 1943 beim SV Dessau 05 zum Einsatz. Er erreichte mit Dessau jeweils als Gaumeister Mitte in den Jahren 1942 und 1943 die Endrunde um die deutsche Meisterschaft. An der Seite von Mitspielern wie Heinz Trenkel, Heinz Gehlert, Johannes Manthey und Walter Elze absolvierte er drei Spiele gegen Borussia Fulda (2:0), Blau-Weiß 90 Berlin (0:3) mit Gerhard Graf und Johannes Herberger und den Dresdner SC (1:2) mit Helmut Schön und Richard Hofmann.
Nach dem Zweiten Weltkrieg hütete Laue 1947/48 in zwei Spielen das Tor der Stuttgarter Kickers, als die „Blauen“ mit 113:58 Toren den dritten Rang belegten. Exnationaltorhüter Helmut Jahn war Stammspieler im Kickers-Gehäuse und im Angriff sorgten Edmund Conen (18 Tore) und Kurt Lauxmann (26 Tore) in erster Linie für die Treffer.  Laue kehrte vorübergehend nach Dessau zurück. Danach folgten Stationen bei Eintracht Braunschweig und Hannover 96 in der Oberliga Nord. Bei den Blau-Gelben in Braunschweig bestritt „Kuddel“ Laue 1948/49 das letzte Rundenspiel am 24. April 1949 gegen Arminia Hannover (2:1) und war dann 1949/50 mit 30 Spielen Stammtorhüter der Eintracht, welche mit Trainer Hans-Georg Vogel und Stürmer Walter Schemel den fünften Rang belegte. Bei den „Roten“ von Hannover 96 bestritt Laue 1950/51 13 Ligaspiele und wurde dann von Hans Krämer abgelöst.
Später kam er noch zu über 100 weiteren Einsätzen in der Oberliga Süd und der II. Division für die Mannschaft von Hessen Kassel. Als der KSV in der Saison 1952/53 mit der Vizemeisterschaft in der 2. Liga Süd der Aufstieg in die Oberliga gelang, hatte Laue alle 34 Rundenspiele an der Seite von Karl Hutfles und Karl-Heinz Metzner bestritten.
Von Beruf war Laue städtischer Angestellter.